# Луїза Гогенлое-Лангенбурзька
Луї́за Шарло́тта Йога́нна Гогенло́е-Лангенбу́рзька (нім. Luise Charlotte Johanna, Prinzessin zu Hohenlohe-Langenburg), ( 22 серпня 1799 —  17 січня 1881) — принцеса Гогенлое-Лангенбурзька, донька князя Гогенлое-Лангенбургу Карла Людвіга та Амалії Генрієтти Сольмс-Барутської, дружина принца Адольфа Карла Гогенлое-Інгельфінгенського.

## Біографія
Луїза Шарлотта народилась 22 серпня 1799 року у Лангенбурзі. Вона була восьмою дитиною та шостою донькою в родині князя Гогенлое-Лангенбурзького Карла Людвіга та його дружини Амалії Генрієтти Сольмс-Барутської. Дівчинка мала старших сестер Єлизавету, Констанцу та Емілію й брата Ернста. Інші діти померли до її народження. Згодом сім'я поповнилася ще п'ятьма дітьми.

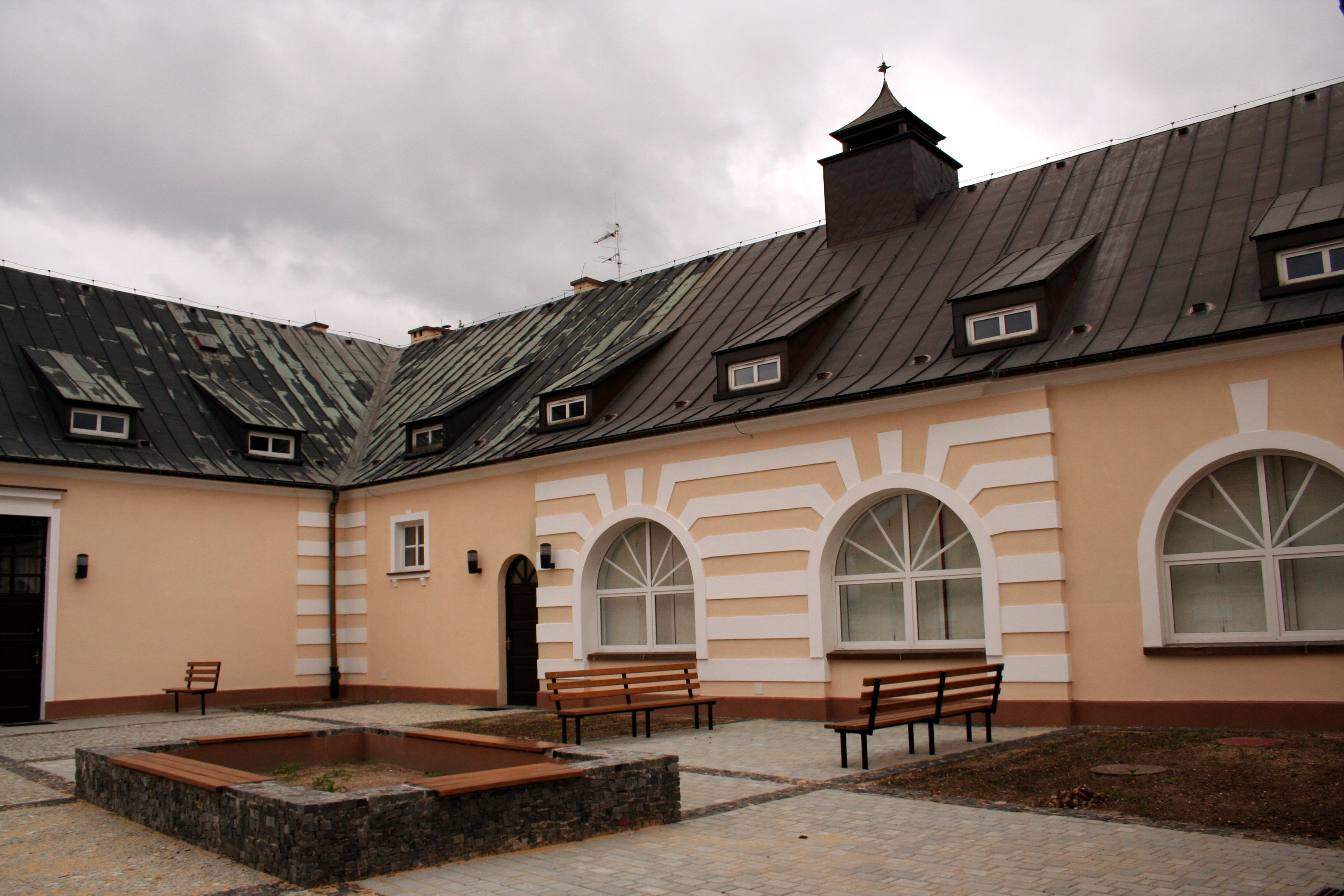
Замок в Кьощецині

У віці 19 років Луїзу пошлюбив 24-річний принц Адольф Карл Гогенлое-Інгельфінгенський. Весілля відбулося 19 квітня 1819 року у Лангенбурзі. У подружжя народилося десятеро дітей, з яких п'ятеро досягли дорослого віку
У 1862 її чоловік став міністром-президентом Пруссії і обіймав цю посаду півроку до приходу до влади Бісмарка. Після цього відійшов від політики.
Він помер 24 квітня 1873 у Кьощецині. Луїза пішла з життя 17 січня 1881 там же.

## Родина
Чоловік — Адольф Карл Гогенлое-Інгельфінгенський
Діти:
- Карл (1820—1890) — прусський політик, одруженим не був, дітей не мав;
- Амадеус (5—16 серпня 1822) — помер невдовзі після народження;
- Констанца (24 липня—26 серпня 1823) — прожила лише місяць;
- Фрідріх Людвіг (1824—1825) — помер немовлям;
- Фрідріх Вільгельм (1826—1895) — прусський генерал кінноти, був одруженим з графинею Анною фон гіх, мав п'ятеро дітей;
- Крафт (1827—1892) — прусський генерал артилерії, був одруженим з Луїзою Тьєм;
- Олена (1827—1828) — померла немовлям;
- Адельгейда (1830—1892) — одруженою не була, дітей не мала;
- Агнеса (27 липня—4 серпня 1831) — померла немовлям;
- Луїза (1835—1913) — дружина графа цу Ербах-Фюрстенау Альфреда, мала десятеро дітей.